# Du stirbst um sechs in Tetuan
Du stirbst um sechs in Tetuan (Originaltitel: La lunga sfida) ist ein Kriminalfilm in italienisch-deutscher Koproduktion aus dem Jahr 1967. Nino Zanchin inszenierte unter Pseudonym; der Film kam am 25. April 1969 in die Kinos des deutschsprachigen Raumes.

## Handlung
In Beirut ist die Polizei im Dauereinsatz gegen Drogenhändler, die die Stadt zum Zentrum ihres Handels auserkoren haben. Der örtliche Boss Blal bekommt auch noch Konkurrenz durch den Engländer Paynes, der einen Plan entwickelt, eine größere Menge Haschisch nach Tetuan zu schmuggeln. Er möchte einen Bergbauingenieur dazu benutzen, die Ware aus der Stadt zu bekommen. Da sich Patrick Gordon, der bislang mit seinem deutschen Kollegen Gert Schneider ein entspanntes Leben geführt hat, zunächst weigert, lässt Paynes dessen Sohn Eric entführen. Gordon willigt ein und bringt die Ladung, zusätzlich behindert durch die konkurrierende Bande Blals, an den Bestimmungsort. Erst dort greift die Polizei ein, die bis dahin nur beobachtete, und stellt die Mittelsmänner auf einem Boot. Durch die unerwartete Hilfe Blals kann Gordon am Ende auch seinen Sohn in die Arme schließen.

## Kritik
„Stellenweise effektvoll gemachter Spannungsfilm im Agentenmilieu“ schrieb das Lexikon des internationalen Films. Im Genre-Buch Der Terror führt Regie schreibt Karsten Thurau: „Man muß es dem relativ unbekannten Regisseur (…) hoch anrechnen, daß er nicht dem typischen «Sechziger Jahre-Supermänner»-Syndrom verfällt“, „soll heißen, seine Figuren sind durchaus glaubwürdig und verletzlich.“ Der Evangelische Film-Beobachter bemerkt lapidar, bei dem Streifen handle es sich um einen bedeutungslosen und spannungsarmen Thriller.

## Bemerkungen
Das Filmlied Something in a Flower singt Don Powell.